# ديفيد ديكسون بورتر
ديفيد ديكسون بورتر (بالإنجليزية: David Dixon Porter)‏ هو ضابط أمريكي، ولد في 8 يونيو 1813 في تشيستر في الولايات المتحدة، وتوفي في 13 فبراير 1891 في واشنطن العاصمة في الولايات المتحدة.

## وصلات خارجية
- ديفيد ديكسون بورتر على موقع الموسوعة البريطانية (الإنجليزية)